# Fame (colonna sonora)
Fame - The Original Soundtrack From The Motion Picture, è la colonna sonora dell'omonimo film, con protagonisti Irene Cara, Lee Curreri, Paul McCrane e Laura Dean. La colonna sonora è stata composta da Michael Gore.
La colonna sonora del film vinse un oscar, e fu nominata ai Golden Globe, ai BAFTA ed ai Grammy Award.
Le canzoni Out Here On My Own e Fame furono anche candidate all'oscar per la migliore canzone, riconoscimento che poi andò a Fame.

## Tracce
1. Fame - Irene Cara
2. Out Here On My Own - Irene Cara
3. Hot Lunch Jam - Irene Cara
4. Dogs In The Yard - Paul McCrane
5. Red Light - Linda Clifford
6. Is It Okay If I Call You Mine? - Paul McCrane
7. Never Alone - Contemporary Gospel Chorus of the High School of Music and Art
8. Ralph And Monty (Dressing Room Piano) - Michael Gore
9. I Sing The Body Electric - Wade Lassister

## Curiosità
Una parte del brano I Sing The Body Electric è stato utilizzato nel corso degli anni 80 come sottofondo musicale nello spot televisivo Acqua Panna.